# Zapadalność
Zapadalność, potocznie zachorowalność – liczba nowo zarejestrowanych przypadków danej choroby w przedziale czasu (zwykle roku) na sto tysięcy osób badanej populacji.
Jeśli zapadalność i chorobowość utrzymują się na stałym poziomie, występuje zależność:
chorobowość = zapadalność × średni czas trwania choroby.